# De Pappenheimers (België)
De Pappenheimers was een quizprogramma van productiehuis Woestijnvis dat bedacht werd door Tom Lenaerts. De quiz liep tien seizoenen lang op Eén en daarna nog drie seizoenen op VIER. De titel komt uit het spreekwoord zijn pappenheimers kennen, wat zoveel wil zeggen als weten wat men aan mensen heeft. In 2024 werd er een Nederlandse versie uitgezonden op RTL 4. De Vlaming Erik Van Looy nam de presentatie voor zijn rekening.
Tom Lenaerts nam zelf de presentatie van de eerste negen reeksen voor zijn rekening, met uitzondering van de vierde, die werd gepresenteerd door Erik Van Looy, omdat Lenaerts op dat moment aan een fictiereeks werkte. Om diezelfde reden gaf Lenaerts voor het tiende seizoen de fakkel door aan Steven Van Herreweghe, die sindsdien als vaste presentator fungeerde, behalve tijdens het twaalfde seizoen waarin ook hij door tijdsgebrek werd vervangen, toen door Bart Cannaerts.
In het programma nemen drie teams het tegen elkaar op. Elk team bestaat uit twee OBV's (onbekende Vlamingen) en een BV. Zij spelen achtereenvolgens de Kennismakingsronde, Verdeel en Heers (hierna valt het team met de laagste score af) en Geven en Nemen (seizoen 1-11) of De Gouden Vraag (seizoen 12-13). Ten slotte speelt het beste team de Finale.
In 2003 werd de quiz genomineerd voor een Gouden Roos. Het programma werd in 2007 bekroond met Humo's Prijs van de Kijker.
In de aflevering van 13 december 2009 (reeks 8, afl. 5) wonnen de vrienden Pieter-Jan Declerck en Ward Schouppe 12.600 euro. Dit is het grootste bedrag ooit gewonnen in De Pappenheimers.
Het recentste seizoen (seizoen 13) had gemiddeld 478.605 kijkers en 16,7% marktaandeel op VVA 18-54. VIER besloot geen nieuw seizoen te maken.

## Presentatie
| Presentatie           | Seizoen 1 | Seizoen 2 | Seizoen 3 | Seizoen 4 | Seizoen 5 | Seizoen 6 | Seizoen 7 | Seizoen 8 | Seizoen 9 | Seizoen 10 | Seizoen 11 | Seizoen 12 | Seizoen 13 |
| --------------------- | --------- | --------- | --------- | --------- | --------- | --------- | --------- | --------- | --------- | ---------- | ---------- | ---------- | ---------- |
| Tom Lenaerts          |           |           |           |           |           |           |           |           |           |            |            |            |            |
| Erik Van Looy         |           |           |           |           |           |           |           |           |           |            |            |            |            |
| Steven Van Herreweghe |           |           |           |           |           |           |           |           |           |            |            |            |            |
| Bart Cannaerts        |           |           |           |           |           |           |           |           |           |            |            |            |            |

## Spelverloop

### Kennismakingsronde
In deze ronde krijgen drie teams met elk twee OBV's vijftien vragen. De kandidaat die als eerste drukt stelt zijn ploegmakker in staat het goede antwoord te geven. Een goed antwoord levert 100 euro op, bij een fout antwoord moet de vraag doorgespeeld worden aan een BV in een van de kokers, die 100 euro kan verdienen voor de andere twee teams in geval van een goed antwoord. Vroeger werden de BV's in de kokers aan de kijkers getoond, in de laatste seizoenen hebben de kijkers hier, net als de deelnemers, het gissen naar.
Aan het einde van de eerste ronde kiezen de drie teams (het laagst scorende team eerst) een BV uit aan de hand van zijn/haar stem of van een viertal hints en verdwijnen ze in de kokers. Daarin wordt beslist wie welk van de negen thema's speelt voor hoeveel geld. In de laatste seizoenen worden de BV's pas op dit moment zichtbaar voor de kijkers.

### Verdeel en Heers
In deze ronde kiest de teamcaptain van het laagst scorende team een thema uit en zegt wie van zijn/haar ploeg zal spelen. De uitverkorene speelt tegen twee tegenstanders uit de twee overige teams die hetzelfde onderwerp toebedeeld kregen. Er worden drie vragen per thema gesteld, waarbij de snelst afdrukkende kandidaat geld kan verdienen voor zijn/haar team bij een goed antwoord en geld kan verdienen voor de tegenstanders bij een fout antwoord.
Bij de eerste drie thema's is elke vraag 100 euro waard, de daaropvolgende thema's zijn 200 euro per vraag waard en ten slotte leveren de vragen uit de laatste drie thema's 300 euro op.
Het slechtst presterende team valt na deze ronde af.

### Geven en Nemen (seizoen 1-11)
In deze derde ronde is de teamcaptain van de achtervolgende ploeg aan zet en moet zonder overleg bepalen wie welk van de zes aangekondigde thema's speelt. Ook hier worden drie vragen per onderwerp gesteld: een goed antwoord levert geld op, bij een fout antwoord moet de vraag doorgespeeld worden aan een tegenstander van wie wordt verwacht dat hij/zij het antwoord ook niet weet. Geeft deze tegenstander echter het goede antwoord, dan gaat het geld naar het andere team.
De eerste kandidaat van elk team speelt voor 100 euro per vraag, de tweede voor 200 euro en de laatste voor 300 euro.
Het team dat aan het einde van deze ronde het meeste geld bij elkaar heeft gesprokkeld, speelt de finale.
Deze ronde is sinds het twaalfde seizoen vervangen door de ronde 'De Gouden Vraag'.

### De Gouden Vraag (seizoen 12-13)
Sinds het twaalfde seizoen wordt deze ronde als derde gespeeld. De teamcaptain van de achtervolgende ploeg kiest zonder overleg een teamlid en een van de vier aangeboden thema's. De andere teamcaptain kiest wie van zijn/haar team het zal opnemen tegen deze tegenstander met het gekozen thema. Binnen het thema worden drie vragen gesteld voor 100 euro, 200 euro en 300 euro. De kandidaat die het snelst afdrukt mag het antwoord geven. Bij een goed antwoord, verdient het team het bedrag, bij een fout antwoord gaat het bedrag naar het andere team. Wie 300 euro of meer behaalt in deze ronde, mag meedoen aan de Gouden Vraag en verdient 500 euro extra voor zijn team. Daarna zijn de andere teamleden aan de beurt, telkens gekozen door de teamcaptain.
De Gouden Vraag komt uit het overblijvende thema. Iedereen die zich geplaatst heeft voor de vraag mag afdrukken. Het team dat het juiste antwoord geeft, speelt de finale. Bij een fout antwoord speelt het ander team de finale.

### Finale
In de finale geldt alles of niets: er wordt een spervuur van vragen gesteld in 120 seconden en de teamcaptain bepaalt na elke vraag wie deze beantwoordt. Een goed antwoord levert een punt op, een fout antwoord betekent dat er een punt wordt afgetrokken tenzij dat teamlid op nul punten staat.
Een kandidaat die drie punten behaalt hoeft geen vragen meer te beantwoorden. Als alle drie de kandidaten drie punten verzamelen wordt het bij elkaar gespeelde geldbedrag verdubbeld. Gebeurt dit niet, dan gaat het team met lege handen naar huis.
De vragen in de finale behoren meestal tot de thema's die in de andere rondes al aan bod geweest zijn.

### Weggevers
Aan het begin van het spel begint geeft de presentator drie antwoorden weg, die in de loop van de quiz gegeven moeten worden. Dit kan in elk van de rondes zijn, zelfs in de finale.
Dikwijls worden de vragen zo gesteld dat een van de weggevers het goede antwoord lijkt, maar dit aan het einde van de vraag niet blijkt te zijn. Hierdoor kunnen te vroeg afdrukkende kandidaten misleid worden. Later in de uitzending komt dan een andere vraag waarbij dat antwoord wel goed is.